# Megasporoporia quercina
Megasporoporia quercina är en svampart som beskrevs av Y.C. Dai 2004. Megasporoporia quercina ingår i släktet Megasporoporia och familjen Polyporaceae.   Inga underarter finns listade i Catalogue of Life.